# James Campbell
James Campbell (Filadélfia, 1 de setembro de 1812 – Filadélfia, 27 de janeiro de 1893) foi um advogado e político norte-americano oriundo do estado da Pensilvânia e filiado ao Partido Democrata. Campbell serviu como Procurador-Geral da Pensilvânia de 1852 até renunciar em 1853 a fim de assumir o posto de Diretor-geral dos Correios dos Estados Unidos durante a presidência de Franklin Pierce, cargo que manteve até 1857.